# Медаль «В память 100-летия Отечественной войны 1812 года»

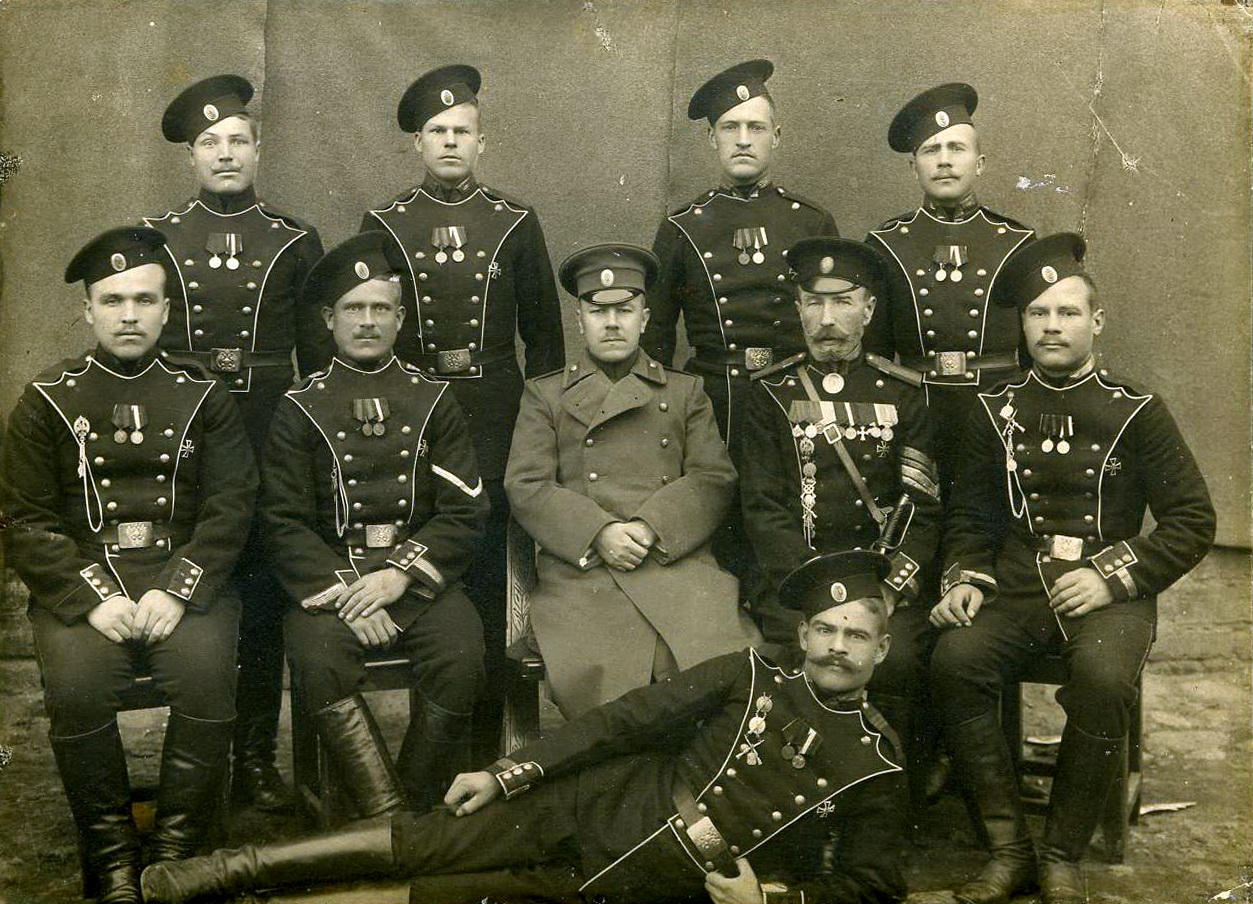
Фото группы военнослужащих Лейб-Гвардии Егерского полка (после 1913 года). Большинство военнослужащих изображено с медалями «В память 100-летия Отечественной войны 1812 года» и «В память 300-летия Дома Романовых» и знаком полка, также видны полковые жетоны и знаки и другие медали

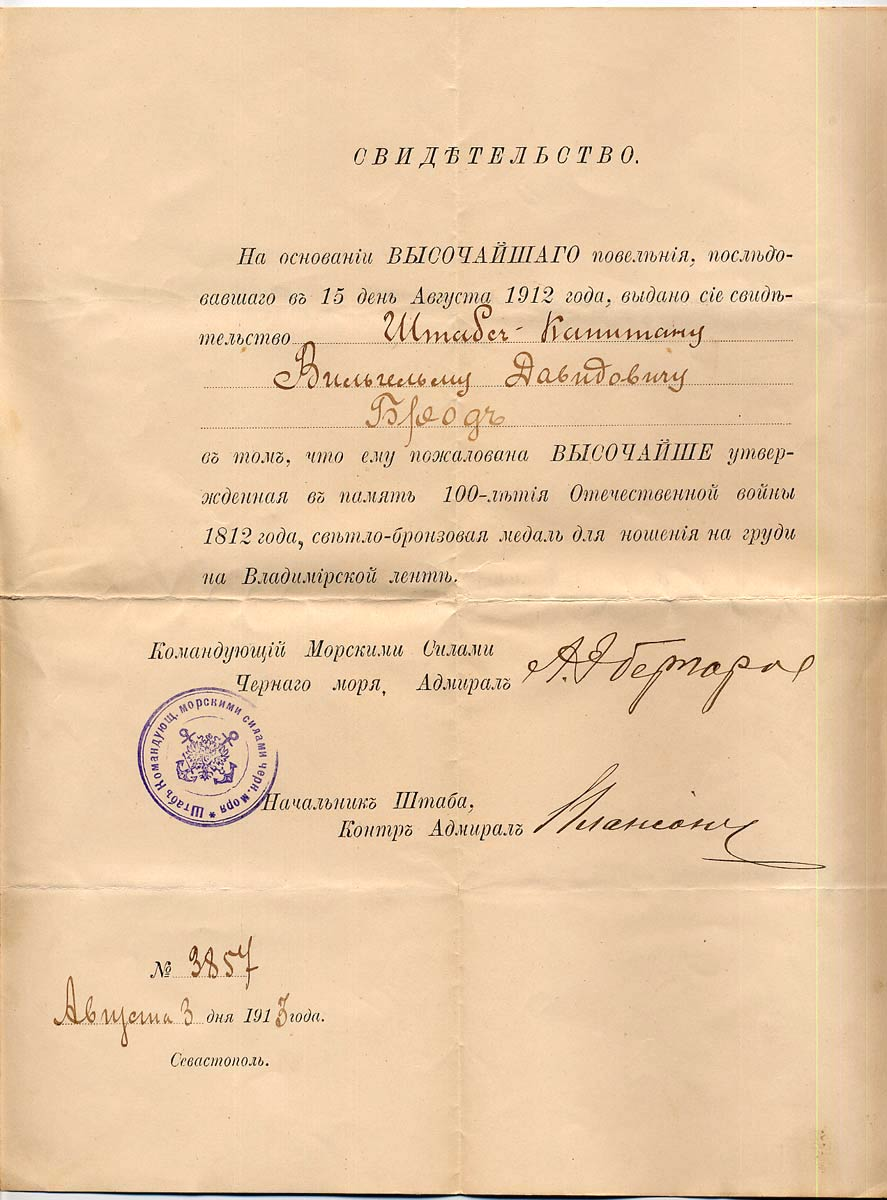
Свидетельство награждения медалью «В память 100-летия отеч. войны 1812 г.»

Медаль «В память 100-летия Отечественной войны 1812 года» — государственная награда, юбилейная медаль Российской империи.

## Основные сведения
Медаль «В память 100-летия Отечественной войны 1812 года» — юбилейная медаль Российской империи в память о 100-летии Отечественной войны 1812 года. Учреждена 15 (28) августа 1912 года Николаем II по положению Совета министров.

## Порядок награждения
Медалью награждались следующие категории граждан:
- Все воинские чины военного и морского ведомства, состоящие на службе 26 августа (8 сентября) 1912 года в войсковых частях, участвовавших в Отечественной войне 1812 года (с 12 июня по 25 декабря 1812 года);
- Генералы, адмиралы, штаб-офицеры и обер-офицеры, служившие когда-либо в этих частях офицерами, при условии приобретения медали за свой счёт;
- Работники Собственной Его Императорского Величества канцелярии;
- Непосредственные участники и организаторы торжеств по празднованию юбилея;
- Все прямые потомки по мужской линии участвовавших в Отечественной войне 1812 года адмиралов, генералов, штаб-офицеров и обер-офицеров, чиновников и представителей духовенства. Прямые потомки по женской линии генерал-фельдмаршала М. И. Кутузова. Все получившие право на награду в этой категории должны были приобретать медаль за свой счёт;
- Мастеровые, медальеры и рабочие, изготовлявшие медали на монетном дворе[1][2][3].

## Описание медали
Медали изготавливались из светлой бронзы. Диаметр 28 мм. На лицевой стороне медали погрудное, профильное, обращенное вправо изображение Александра I без каких-либо надписей и императорских атрибутов. На оборотной стороне медали надпись в семь строк:
1812
СЛАВНЫЙ ГОДЪ
СЕЙ МИНУЛЪ,
НО НЕ ПРОЙДУТЪ
СОДѢЯННЫЕ ВЪ
НЕМЪ ПОДВИГИ
1912.
Надпись на обороте цитирует «Высочайший приказ войскам…», который был подписан Александром I в городе Конин 5 (17) февраля 1813 года.
На Санкт-Петербургском монетном дворе с 13 (26) июня 1912 года по 27 февраля (12 марта) 1915 года было изготовлено 505 327 медалей, по другим данным в 1912 году было изготовлено около 442 тыс. светло-бронзовых медалей. Стоимость изготовления одной медали была оценена приблизительно в 15 копеек. Над проектами эскиза медали работали медальеры А. А. Грилихес, Малышев, П. Стадницкий. Разработал конечный вариант эскизов медали медальер Антон Федорович Васютинский, он же изготовил штемпели.
Известны десятки вариантов медали, выпущенные частными мастерскими. Они могут отличаться деталями изображения, диаметром, некоторые были позолочены. Кроме того, известны фрачные варианты медали, диаметром 15 мм.

## Порядок ношения
Медаль имела ушко для крепления к колодке или ленте. Медаль предназначалась для ношения на груди на Владимирской ленте, что, по-видимому, имело характер напоминания о дворянском варианте медали «В память Отечественной войны 1812 года».

## Изображения медали

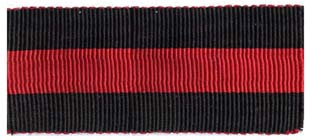
Лента